# Pumpspeicherkraftwerk Okuyoshino
Das Pumpspeicherkraftwerk Okuyoshino (japanisch 奥吉野発電所, Okuyoshino hatsudensho, dt. „Kraftwerk Okuyoshino“), auch Pumpspeicherkraftwerk Yoshino, ist ein Pumpspeicherkraftwerk 15 km nördlich der Ortschaft Totsukawa in der Präfektur Nara in Japan. Die Bauarbeiten am Kraftwerk begannen im Jahr 1971, Fertigstellung war 1978, der operative Betrieb startete 1980. Mit einer Engpassleistung von 1,206 GW zählt das von Kansai Electric Power Company (KEPCO) betriebene Pumpspeicherkraftwerk zu den Größten in Japan.
Die Kraftwerksanlage umfasst neben dem Maschinenhaus, in welchem die sechs Turbinen und Pumpen und sechs Generatoren untergebracht sind, zwei Speicherbecken: Das Asahi-Unterbecken mit einem Fassungsvermögen von 1.692 Millionen m³ liegt am Fluss Asahi (旭川), des Shingū-Flusssystems und ist mit einer Druckrohrleitung mit dem Seto-Oberbecken des Asahi-Zuflusses Setodani (瀬戸谷川) verbunden, welches ein Fassungsvermögen von 1.685 Millionen m³ aufweist. Die maximale pumpbare Wassermenge in einen Zyklus beträgt 1.250 Millionen m³. Die Fallhöhe zwischen Ober- und Unterbecken beträgt 505 m.
Durch die geologischen Eigenschaften des Zuflusses im Seto-Oberbecken war das Stauwasser in den Anfangsjahren stark mit Sand und Sedimenten versetzt, wodurch es zu Betriebsproblemen kam. Zwischen 1992 und 1998 wurde daher als Abhilfe ein eigener, ca. 2,3 km langer Umgehungsstollen mit einer Kapazität von 140 m³/s gebaut. Stark sedimenthaltiges Wasser aus dem Zufluss, beispielsweise nach starken Regenfällen, wird über ein eigenes Wehr in den Umgehungsstollen abgeleitet. Zu Zeiten mit weniger Sedimentbelastung wird das Wasser als Zufluss in das Oberbecken genutzt.